# Берёза алайская

Берёза ала́йская (лат. Betula alajica) — вид деревьев рода Берёза (Betula) семейства Берёзовые (Betulaceae). Статус вида подвергается сомнению.

## Распространение и экология
В природе ареал вида охватывает Памиро-Алай. Эндемик. Описан с Алайского хребта.
Произрастает по берегам горных рек.

## Ботаническое описание
Кора ствола жёлтая, отделяющаяся; старых ветвей — коричневато-черноватая с железками; молодые ветви слегка пушистые и волосистые, смолисто-железистые.
Листья яйцевидные или широкояйцевидные, длиной 3,5 см, шириной 2,7—3 см, с усечённым или широко закруглённым основанием, острые, у основания цельнокрайные, по краю просто-остропильчатые, снизу по жилкам опушённые, с обеих сторон густо-смолисто-железистые, на опушенных черешках длиной 1—2 см.
Пестичные серёжки цилиндрические, длиной около 2 см, диаметром 1 см, прямые, сидящие на концах ветвей. Чешуя длиной около 5 мм, у основания клиновидная, по краю немного опушённая, средняя доля узкая, боковые восходящие, широкие, вверху усечённые или цельные.
Орешек яйцевидный, длиной 2,5 мм, с крыльями почти равными орешку.

## Таксономия
Betula alajica Litv., Trudy Bot. Muz. Imp. Akad. Nauk 12: 92. 1914.
Современными систематиками может рассматриваться как синоним берёзы тяньшанской (Betula tianschanica Rupr., F.von den Osten-Saken & F.J.Ruprecht, Sert. Tiansch.: 72. 1869.)
|  |                                      |  |                                                             |                                                             |                     |  | ещё 7 семейств (согласно Системе APG II) | ещё 7 семейств (согласно Системе APG II)                   |                                                            |  |  |  | ещё 1—2 рода        | ещё 1—2 рода        |  |  |
|  |                                      |  |                                                             |                                                             |                     |  | ещё 7 семейств (согласно Системе APG II) | ещё 7 семейств (согласно Системе APG II)                   |                                                            |  |  |  | ещё 1—2 рода        | ещё 1—2 рода        |  |  |
|  |                                      |  |                                                             | порядок Букоцветные                                         |                     |  |                                          |                                                            | подсемейство Берёзовые                                     |  |  |  |                     | вид Берёза алайская |  |  |
|  |                                      |  |                                                             | порядок Букоцветные                                         |                     |  |                                          |                                                            | подсемейство Берёзовые                                     |  |  |  |                     | вид Берёза алайская |  |  |
|  | отдел Цветковые, или Покрытосеменные |  |                                                             |                                                             | семейство Берёзовые |  |                                          |                                                            | род Берёза                                                 |  |  |  |                     |                     |  |  |
|  | отдел Цветковые, или Покрытосеменные |  |                                                             |                                                             |                     |  |                                          |                                                            |                                                            |  |  |  |                     |                     |  |  |
|  |                                      |  | ещё 44 порядка цветковых растений (согласно Системе APG II) | ещё 44 порядка цветковых растений (согласно Системе APG II) |                     |  |                                          | ещё одно подсемейство, Лещиновые (согласно Системе APG II) | ещё одно подсемейство, Лещиновые (согласно Системе APG II) |  |  |  | ещё более 110 видов |                     |  |  |
|  |                                      |  |                                                             | ещё 44 порядка цветковых растений (согласно Системе APG II) |                     |  |                                          |                                                            | ещё одно подсемейство, Лещиновые (согласно Системе APG II) |  |  |  |                     |                     |  |  |